# سونی اریکسون دبلیو۵۹۵
سونی اریکسون دبلیو۵۹۵ (به انگلیسی: Sony Ericsson W595)، یک‌نمونه از گوشی‌های تلفن همراه سری دبلیو (به انگلیسی: W) شرکت سونی اریکسون می‌باشد که توسط همین شرکت به بازار عرضه شده‌است.